# Norman Schwarzkopf
H. Norman Schwarzkopf junior (* 22. srpna 1934, Trenton, New Jersey – 27. prosince 2012, Tampa, Florida) byl americký generál. V roce 1991 velel koalici armád bojující ve válce v Zálivu.

## Život
Do oblasti Perského zálivu se dostal velmi brzy. Když mu bylo 12, přestěhoval se i se zbytkem rodiny ke svému otci do Teheránu. Jeho otec se zde účastnil operace Ajax a zakládal tajnou policii SAVAK Muhammada Rezá Pahlaví.
Norman v Teheránu chodil do školy „Community High School“, poté do „International School of Geneva“ a na konec absolvoval na „Valley Forge Military Academy“. Byl také členem Mensa. Po dokončení Valley Forge Military Academy se Schwarzkopf dostal na Akademii US Army ve West Point, kterou ukončil jako 42. v ročníku v roce 1956 jako bakalář. Poté získal na West Point titul inženýra v roce 1964. Jeho zaměřením byla konstrukce naváděných střel, kde využil jak aeronautiku, tak strojní inženýrství.

## Kariéra v armádě
Po absolvování United States Military Academy ve West Point byl zařazen k pěchotě. Stal se velitelem čety a později důstojníkem 2. výsadkové bojové skupiny ve Fort Benningu v Georgii. Podstoupil pokročilý pěchotní a výsadkový výcvik a byl převelen k 101. výsadkové divizi v Kentucky a pak do západního Německa k 6. pěchotnímu regimentu. Sloužil v Berlíně v letech 1960–1961, v důležitém momentu tohoto rozděleného města (Berlínská zeď byla vztyčena týden po jeho odjezdu). Od roku 1965 byl zpátky na West Point, kde učil inženýrství. V 60. letech se účastnil války ve Vietnamu. Po vítězství ve válce v Zálivu působil jako vojenský analytik.
V roce 1993 onemocněl rakovinou prostaty, z níž se úspěšně vyléčil. Zemřel v závěru roku 2012 ve věku 78 let na komplikace spojené se zápalem plic.

## Vyznamenání

### Americká vyznamenání
- Prezidentská medaile svobody
- Defense Distinguished Service Medal
- Army Distinguished Service Medal s dvěma bronzovými dubovými listy
- Navy Distinguished Service Medal
- Air Force Distinguished Service Medal
- Coast Guard Distinguished Service Medal
- Stříbrná hvězdy s dvěma bronzovými dubovými listy
- Bronzová hvězda s dvěma dubovými listy a V sponou
- Purpurové srdce s dubovým listem
- Medaile za vzornou službu s dvěma dubovými listy
- Air Medal s bronzovým číslem 9
- Army Commendation Medal s třemi dubovými listy a V sponou
- Army of Occupation Medal
- Medaile za službu v národní obraně
- Expediční medaile ozbrojených sil
- Medaile za službu ve Vietnamu se čtyřmi bronzovými hvězdami
- Stuha za službu v armádě
- Stuha za armádní službu v zámoří s číslem 3

### Zahraniční vyznamenání
- velkodůstojník Řádu čestné legie (Francie)
- komtur Řádu krále Abd al-Azíze (Saúdská Arábie)
- čestný rytíř-komandér Řádu lázně, vojenská divize (Spojené království)
- Kříž za statečnost s dvěma palmami a zlatou hvězdou (Jižní Vietnam)
- Medaile za tažení ve Vietnamu (Jižní Vietnam)